# Lake Lure
Lake Lure es un pueblo ubicado en el condado de Rutherford en el estado estadounidense de Carolina del Norte. La localidad en el año 2000, tenía una población de 1.027 habitantes en una superficie de 38,3 km², con una densidad poblacional de 29,2 personas por km².

## Geografía
Lake Lure se encuentra ubicado en las coordenadas 35°26′41″N 82°11′28″O / 35.44472, -82.19111. Según la Oficina del Censo, la localidad tiene un área total de 38,3 km² (14,8 mi²), de la cual 35,2 km² (13,6 mi²) es tierra y 3,1 km² (1,2 mi²) (8.11%) es agua.

### Localidades adyacentes
El siguiente diagrama muestra a las localidades en un radio de 24 kilómetros (14,9 mi) de Lake Lure.

## Demografía
En el 2000 la renta per cápita promedia del hogar era de $32.083, y el ingreso promedio para una familia era de $45.833. El ingreso per cápita para la localidad era de $23.459. En 2000 los hombres tenían un ingreso per cápita de $39.469 contra $23.333 para las mujeres. Alrededor del 10.20% de la población estaba bajo el umbral de pobreza nacional.